# Waagner-Biro
Koordinaten: 48° 14′ 11,1″ N, 16° 24′ 49″ O
Die Waagner-Biro AG entstand aus den Unternehmen Rudolph Philip Waagner (gegründet 1854 in Wien) und Eisenkonstruktions-Werkstätte und Brückenbau-Anstalt Biró (gegründet 1854 in Wien), die im Jahr 1905 fusionierten. 2018 meldete die Waagner-Biro AG Insolvenz an. Heute firmieren unter dem Namen Waagner-Biro mehrere Unternehmen, die alle aus der insolventen Waagner-Biro AG hervorgegangen sind:
- Waagner-Biro Bridge Systems GmbH[1]
- Waagner-Biro Austria Stage Systems GmbH[2]
- Waagner Biro steel and glass GmbH[3]
- Waagner-Biro Bridge Services als Teil der französischen Egis-Group[4]

## Geschichte

### Waagner
Rudolph Philip Waagner (1827–1888) hatte seine Firma 1854 als kleines Handelshaus in Wien gegründet. Anfangs hatte die Firma Rudolph Philip Waagner eine kleine Gießerei in Meidling und erwarb sich einen guten Ruf bei der Herstellung von hochwertigem Stahl. 1880 kaufte Gustav Ritter von Leon die Firma und schloss sie seinem Brückenbau-Betrieb an. 1899 wurde auch eine weitere Brückenbaufirma und Schmiede in Graz dazugekauft. Im Jahr 1900 errichtete die Firma Rudolph Philipp Waagner die neue Talferbrücke in Bozen.
Von 1893 bis 1896 fertigte Waagner die bulgarisch-orthodoxe „Eiserne Kirche“ Sankt Stefan für Istanbul an, die 1898 fertiggestellt wurde. Unter der Leitung von Direktor Günter und Paul Neumann, der etwas später Professor in Brünn wurde, wurden in der Firma Tausende Teile gegossen, geschmiedet und gewalzt. Anschließend wurde die „Eiserne Kirche“ im Hof der Firma im Wiener Bezirk Meidling probemontiert. Dieses große Projekt weckte die Aufmerksamkeit der Wiener und in einigen Wiener Zeitungen erschienen Artikel darüber. Eine Gruppe von Mitgliedern des Ingenieur- und Architekturvereins besichtigten die Arbeit und äußerten sich lobend über die gekonnte Ausführung. Auch Erzherzog Karl Ludwig besichtigte am 2. Oktober 1895 zusammen mit seinen beiden Töchtern die probemontierte Kirche eine ganze Stunde lang und äußerte sich „ausgesprochen lobend über sie“.
Für das Fürstentum Bulgarien fertigte die Firma Rudolph Philipp Waagner:
- 1889 die Bronzelöwen und das Geländer für die Löwenbrücke in Sofia
- 1891 die Bronzeadler und das Geländer für die Adlerbrücke in Sofia, ebenso das Lewski-Denkmal und die Umzäunung des Stadtgartens von Sofia
- 1894 bis 1895 Umbau des ehemaligen Pferdestalls zum Königspalast in Sofia (heute Nationale Kunstgalerie)
- bis 1898 die Wiener Stadtbahngeländer von Otto Wagner

1899 wurde das Unternehmen unter Beteiligung der Länderbank und Max von Guttmann sowie Karl Wittgenstein in eine Aktiengesellschaft umgewandelt. Im selben Jahr übernahm man die Grazer Brückenbauanstalt und Kesselschmiede der Österreichisch-Alpinen Montangesellschaft, was den Mitarbeiterstand auf 1.500 Personen ansteigen ließ.

### Biró
Ebenfalls 1854 gründete Anton Biró († 1882) eine Bauschlosserei in Wien-Erdberg, aus welcher sich schließlich die Eisenkonstruktions-Werkstätte und Brückenbau-Anstalt Biró entwickelte. Anton Biró wurde zum k.u.k Hofschlosser ernannt, seine Söhne Josef und Ludwig erweiterten nach dem Tod des Vaters das Unternehmen. Durch einen Zusammenschluss mit dem Unternehmen von Adalbert Kurz entstand 1904 die Firma L. und J. Biró & A. Kurz in Hirschstetten, Kurz hatte kurz zuvor zudem die Eisenkonstruktions- und Brückenbauanstalt Albert Milde & Co. übernommen.

### Fusion und Nachkriegsjahre
Im Jahr 1905 fusionierte die Firma Rudolf Philip Waagner auf Betreiben der Länderbank mit der ebenfalls von dieser kontrollierten L. und J. Biró & A. Kurz zur Aktien-Gesellschaft R. Ph. Waagner – L. und J. Biró & A. Kurz. Die Vorbesitzer letzterer erhielten Sitze im Verwaltungsrat und hielten immerhin noch 26 % des Aktienkapitals. Adalbert Kurz wurde Generaldirektor. Den heutigen Namen führt das Unternehmen seit 1924.
Im Jahr 1906 wurde die Wiener Staatsoper mit der Bühnentechnik von Waagner-Biro ausgestattet. Am 12. Juli 1914 erfolgte die Fertigstellung der Anton Freiherr von Klesheim-Warte am Pfaffstättner Kogel, einer 9 Meter hohen Eisenkonstruktion als Aussichtswarte.
In der Zwischenkriegszeit wurden zahlreiche Wiener Stahlbrücken wie die Schwedenbrücke, Floridsdorfer Brücke, Friedensbrücke oder Augartenbrücke von Waagner-Biró errichtet. 1932 wurde mit der Stadlauer Ostbahnbrücke die heute älteste Donaubrücke Wiens gebaut. Dennoch ging der Mitarbeiterstand im Zuge der Weltwirtschaftskrise von noch rund 2.000 Beschäftigten in den 1920er Jahren auf lediglich 650 Arbeiter und Angestellten zurück. 1937 konnten durch einen kleinen Aufschwung wieder rund 1.000 Beschäftigte gezählt werden. Im Zuge des Anschlusses Österreichs ging die Aktienmehrheit des Unternehmens durch die Übernahme der Länderbank in die Hände der Dresdner Bank über. Die Anlagen des Unternehmens waren im Zweiten Weltkrieg wiederholt Ziel von Bombenangriffen.
Nach dem Zweiten Weltkrieg verblieb das Unternehmen im Besitz der Länderbank. Allerdings waren die Wiener Werke in Stadlau und Vösendorf bis 1955 Teil der USIA, so dass sich das Unternehmen in dieser Zeit vorwiegend auf das Werk in Graz konzentrierte. In diesen Jahren wurde die Dachkonstruktion der zerbombten Wiener Staatsoper und des Stephansdomes neuerrichtet. Auch der Wiederaufbau und die Rekonstruktion des zerstörten Burgtheaters wurde zum größten Teil von der Firma durchgeführt, im Jahr 1954 wurde die neue Bühne fertig. Bekannte Bauvorhaben waren im Jahr 1960 die Bühnenausstattung des Opernhauses in Sydney und im Jahr 1962 die Europabrücke unweit Innsbruck. In diesem Jahr wurde der Höchststand an Beschäftigten mit 4.600 Mitarbeitern erreicht. Auch bei den neueren Donaubrücken in Wien in der jüngeren Zeit war Waagner-Biró maßgeblich beteiligt.

### Seilbahnbau
Ab den 1950er Jahren war Waagner-Biro auch im Seilbahnbau tätig und entwickelte sich in den Folgejahren zu einem der bedeutendsten Hersteller von Standseilbahnen und Pendelbahnen in Österreich. Die Firma zeigte sich auch als Pionier auf dem Bereich der Gruppenpendelbahnen. Bemerkenswerte Projekte des Unternehmens sind beispielsweise die Gipfelbahn in Kaprun, mit der jahrzehntelang höchsten Seilbahnstütze der Welt, oder die ersten großen unterirdischen Standseilbahnen in Kaprun und später am Pitztaler Gletscher. Auch kuriose Anlagen wie die Tunnelbahn Fleißalm zählten zum Repertoire. Klassische Pendelbahnen von Waagner-Biro hatten nur ein Tragseil, 1987 wurde mit der Rüfikopfbahn II in Lech erstmals in Österreich ein Doppeltragseil verbaut.
Gegen Ende der 1990er Jahre verkaufte Waagner-Biro seine Seilbahnsparte an die Leitner AG. Dadurch konzentrierte sich das Unternehmen wieder auf seine Kernbereiche, insbesondere den Stahl- und Bühnenbau.

Ausgewählte Anlagen von Waagner-Biro
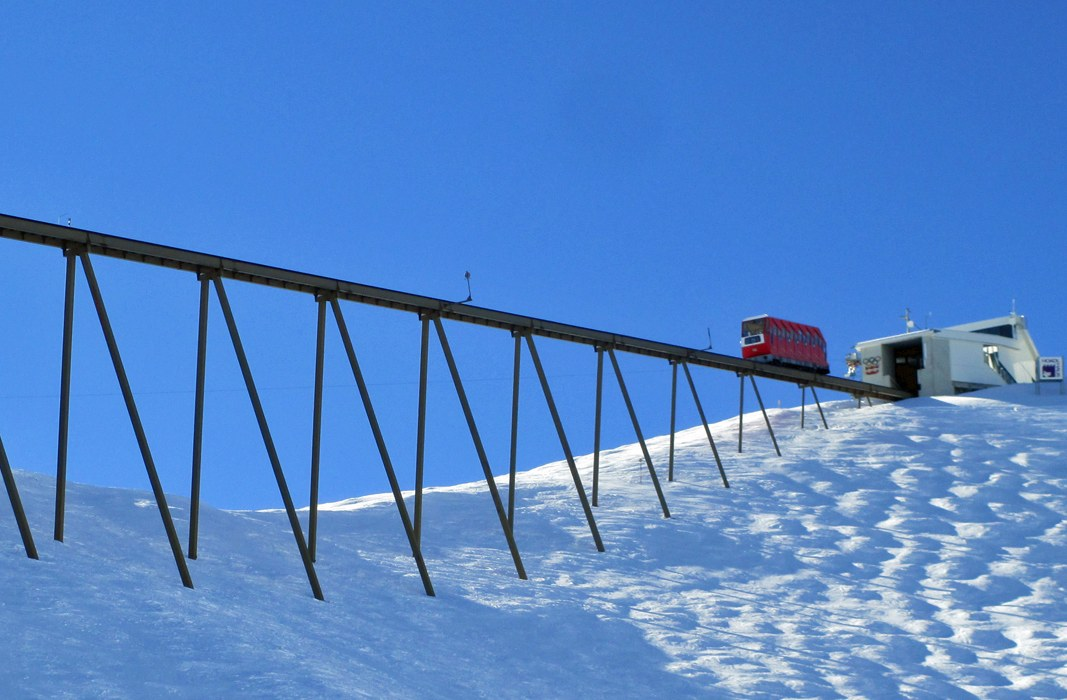
Olympiabahn in der Axamer Lizum
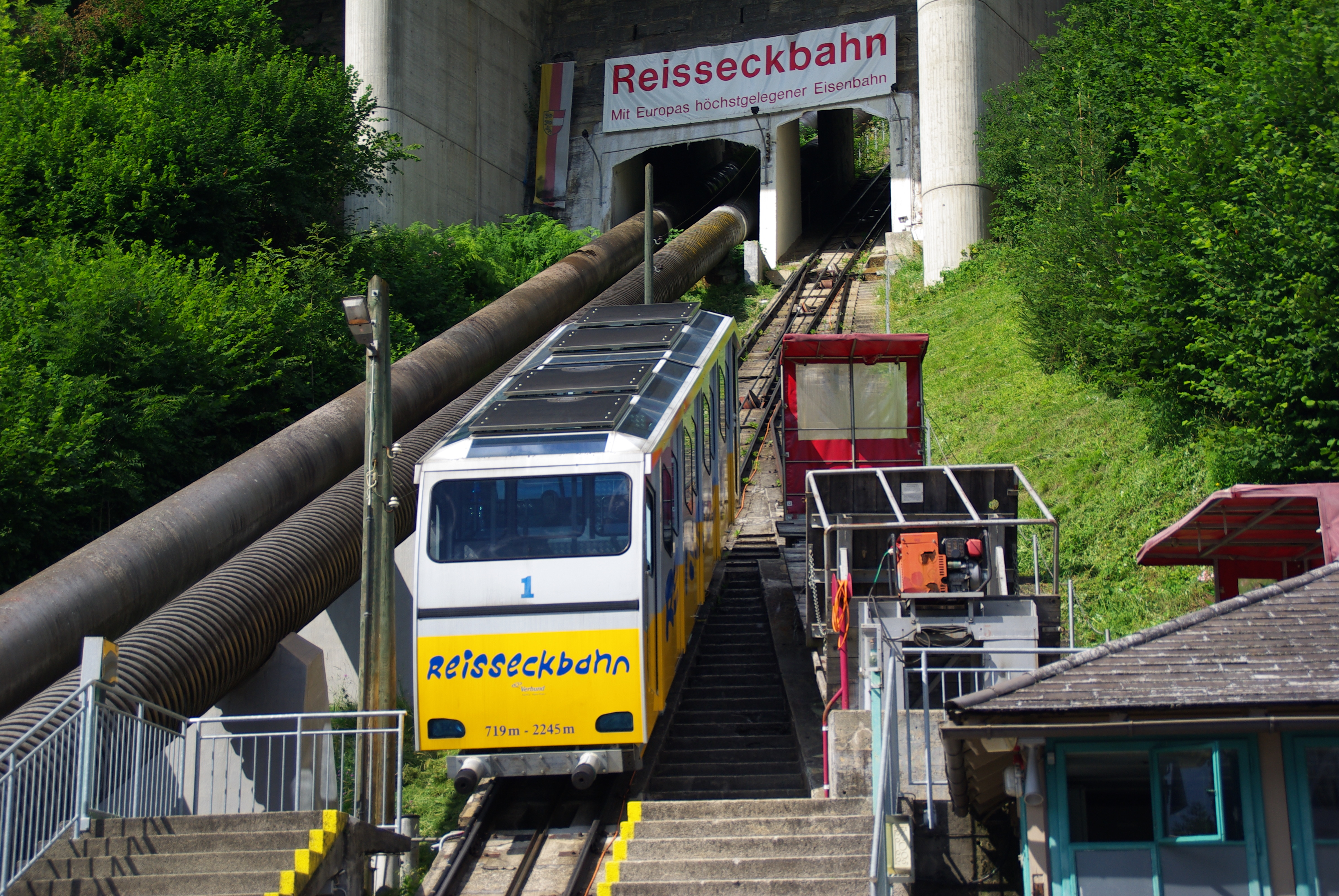
Reißeckbahn
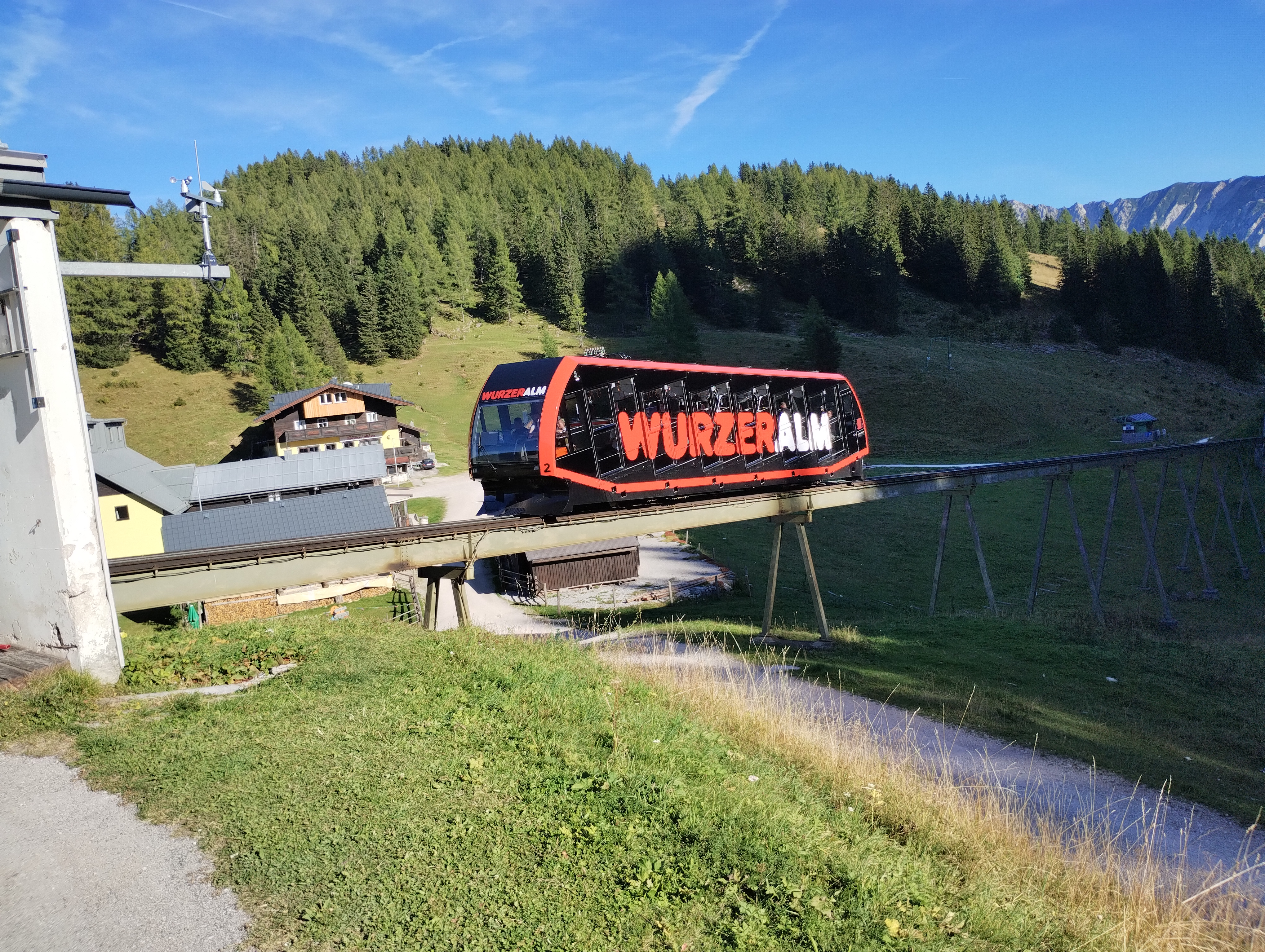
Wurzeralmbahn
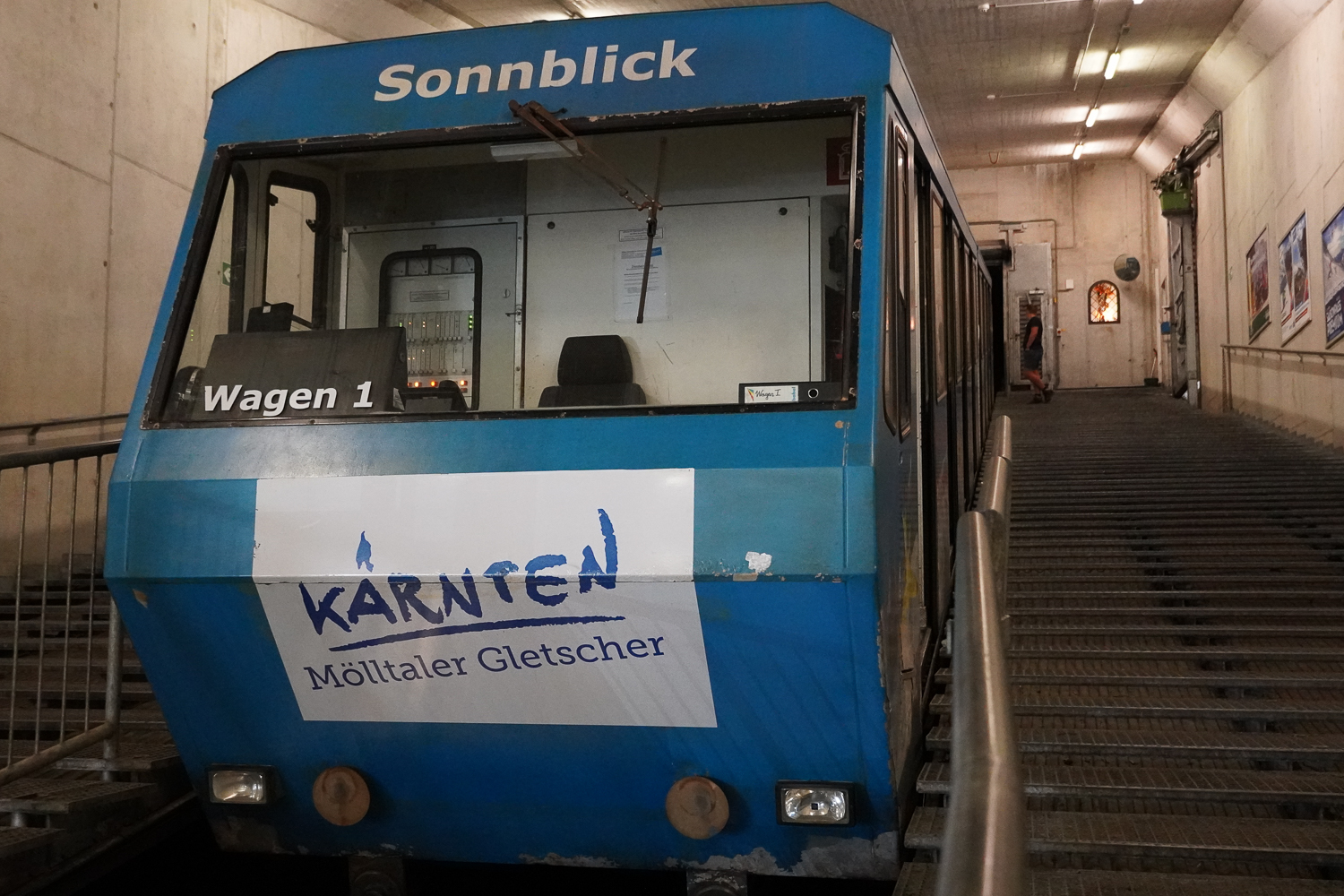
Mölltaler Gletscherexpress
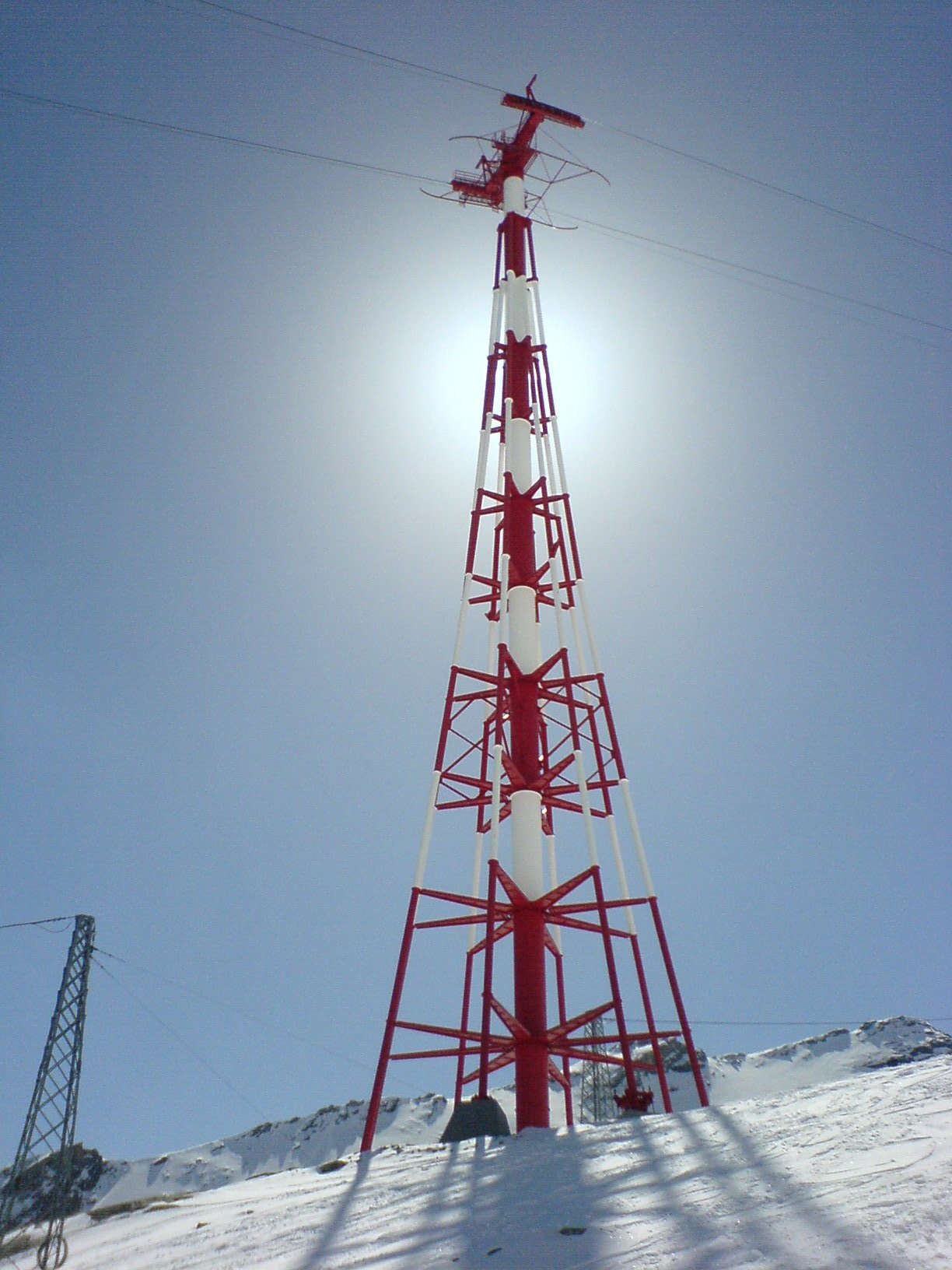
113,6 Meter hohe Seilbahnstütze der Gipfelbahn am Kitzsteinhorn.
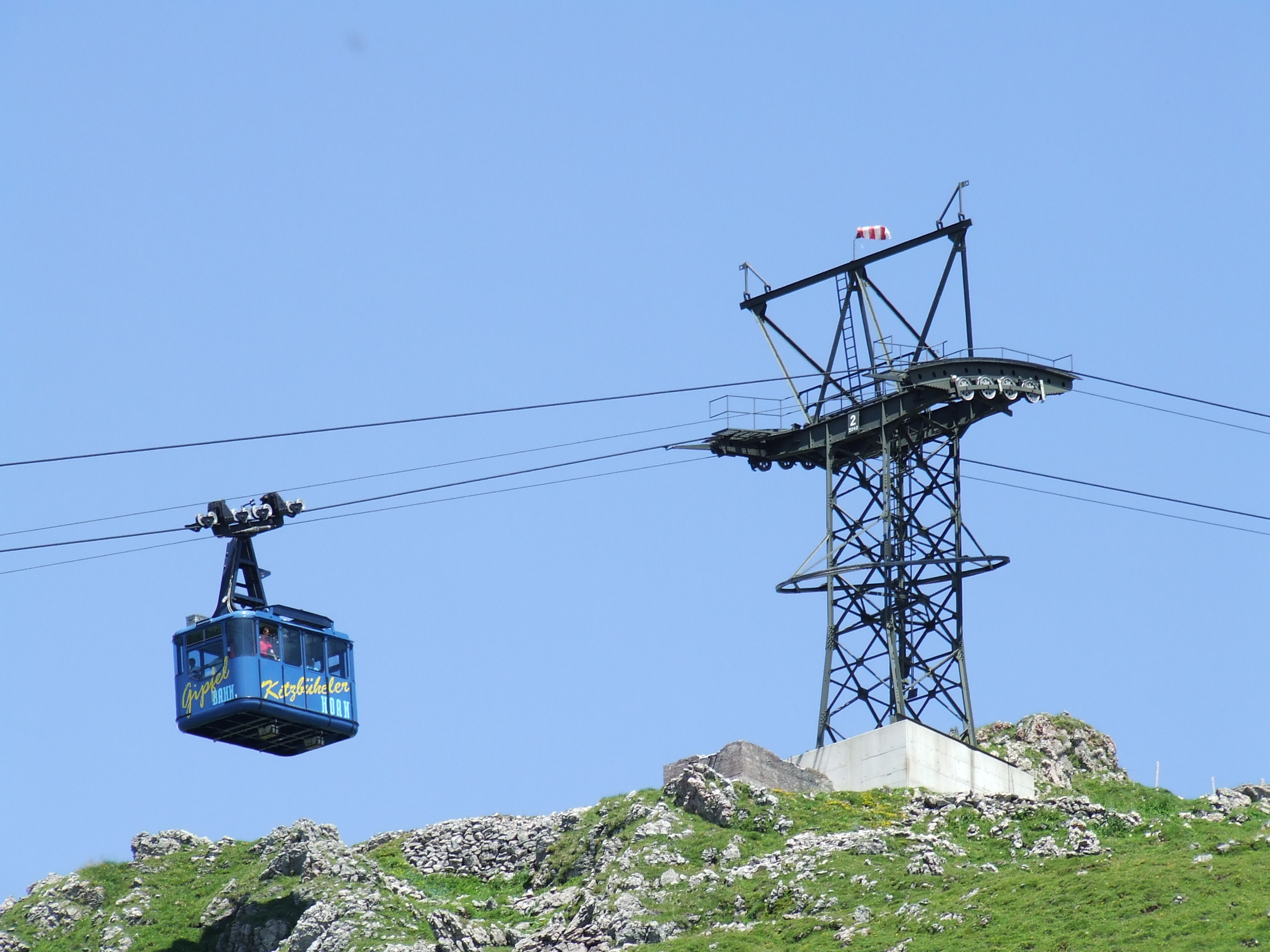
Kitzbüheler Horngipfelbahn
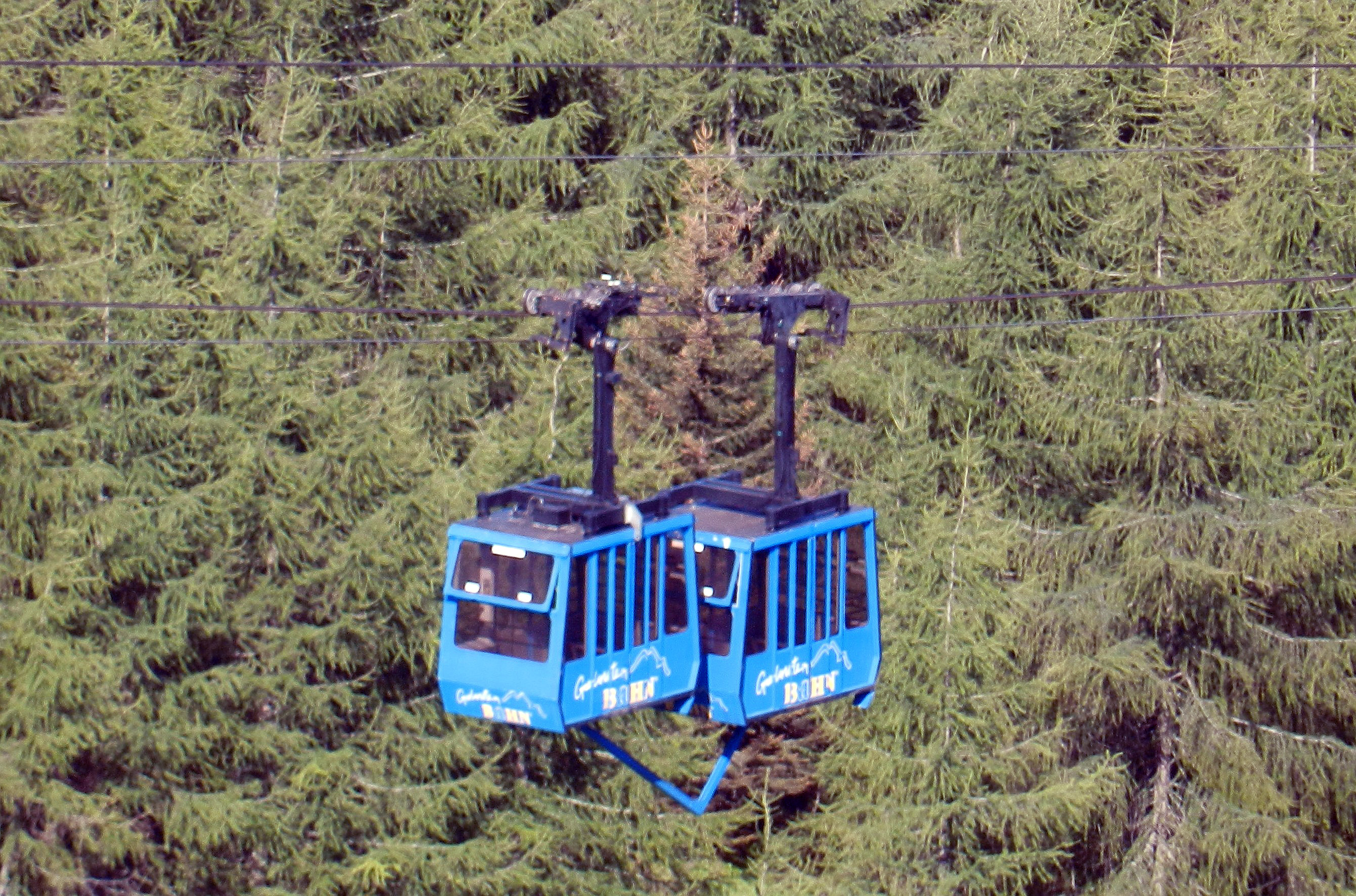
Gerlossteinbahn mit Doppelgondel
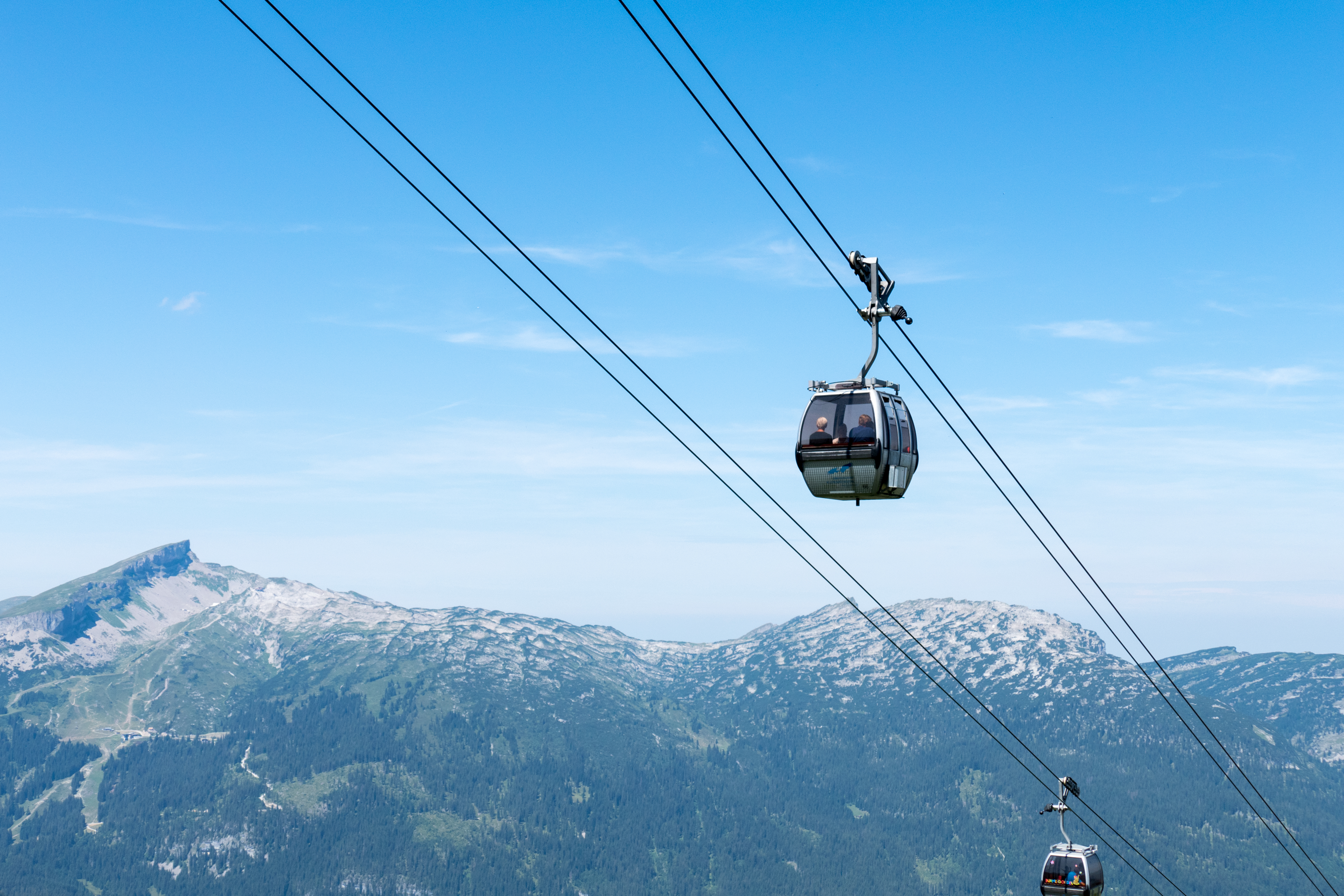
Kanzelwandbahn – Ausführung als Zweiseilumlaufbahn

### Entwicklung ab 1990
Im Jahr 1991 erhielt die Firma den Europäischen Stahlbaupreis bei der Renovierung des Palmenhauses in Schönbrunn.
Zu den neueren von Waagner-Biro ausgeführten Arbeiten gehören:
- die Kuppel vom Reichstagsgebäude in Berlin
- das Dach des British Museum in London (Architekt: Norman Foster / Foster & Partners)
- der Hangar-7 am Airport in Salzburg
- das Forumdach im Sony Center in Berlin (Architekt: Helmut Jahn)
- der „Soravia Wing“ vor der Albertina in Wien
- die Kuppel („top of the building“) zum Swiss Re Headquarters in London (Architekt: Foster & Partners)
- die Złote Tarasy (polnisch für „Goldene Terrassen“) ein multifunktionaler Gebäudekomplex in Warschau
- das Yas-Hotel auf der Rennstrecke in Abu Dhabi
- der Kanzleramtssteg in Berlin
- die Kuppelkonstruktion des Louvre Abu Dhabi.[8]

1997 fertigte Waagner-Biro für den Bonner Schausteller Peter Barth das Fahrgeschäft „Flying Circus“ sowie 1999 als Generalunternehmer die Salamander-Triebwagen der Schneebergbahn.
Eine Halle der ehemaligen Waagner-Biró (Sparte Kesselbau) in Graz wurde 2002/2003 zur Helmut-List-Halle für Theater und Konzerte umgebaut. 2012 wurden die letzten anderen Hallen der Waagner-Biró in Graz, alle nordwestlich am Hauptbahnhof, abgerissen.
Im Oktober 2018 wurde das Konkursverfahren über die Stahlbautochter SBE Alpha AG eröffnet. Am 31. Oktober 2018 meldete die Konzernleitung ein Sanierungsverfahren ohne Eigenverwaltung an. Den Gläubigern wurde eine Quote von 20 Prozent geboten. Mitte November 2018 erhielt Erhard Grossnigg den Zuschlag für die Übernahme des Unternehmens Waagner-Biro Austria Stage Systems AG. Am 9. November 2018 wurde bekannt, dass der Waagner-Biro-Brückenbau insolvent ist.
Im April 2022 wurde die Brückenbausparte Waagner Biro Bridge Services group of companies durch das französische, in den Bereichen Beratung, Bautechnik und Mobilitätsdienstleistungen tätige Unternehmen EGIS übernommen.

Ausgewählte Projekte von Waagner-Biro
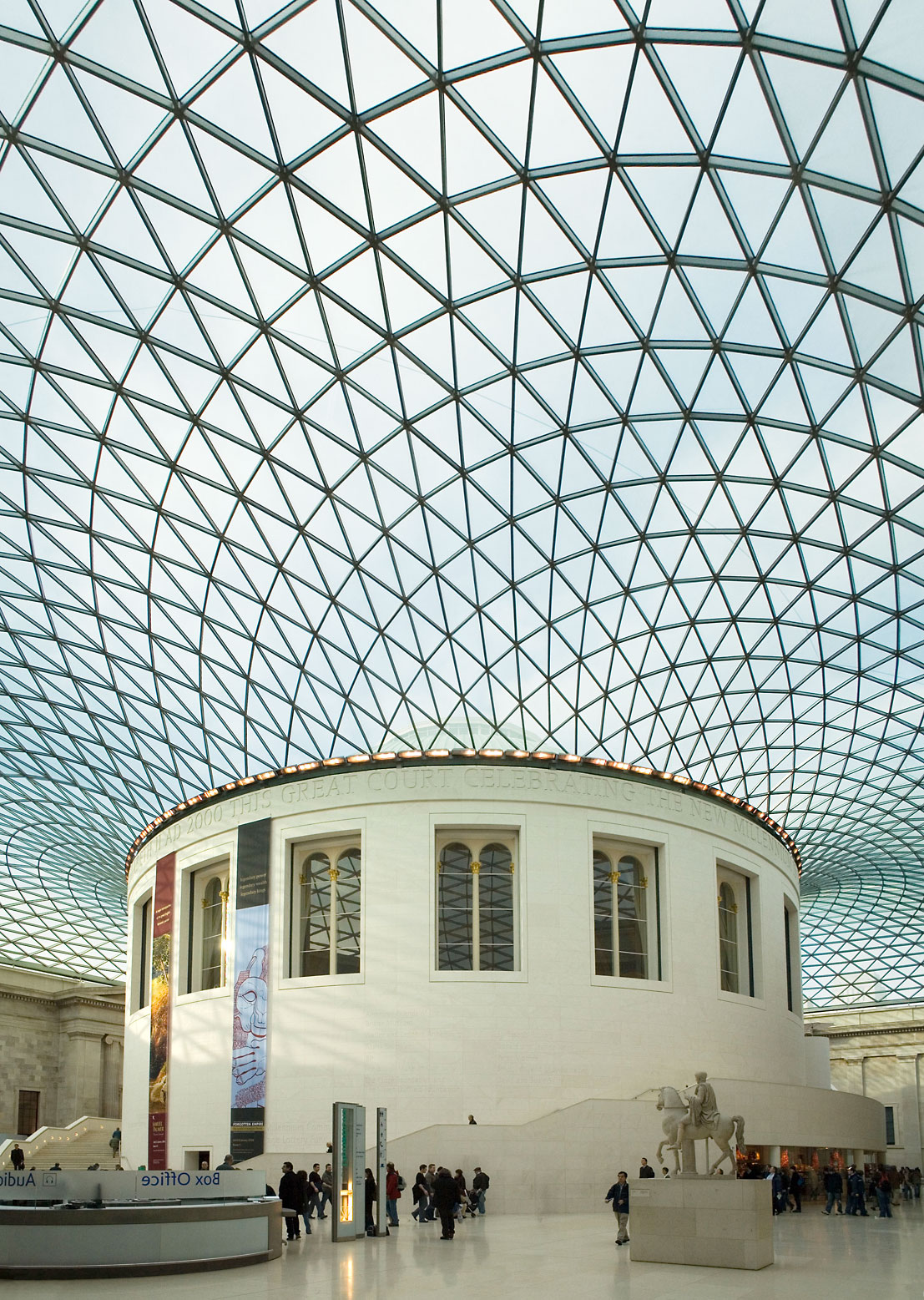
Dach des British Museum, London
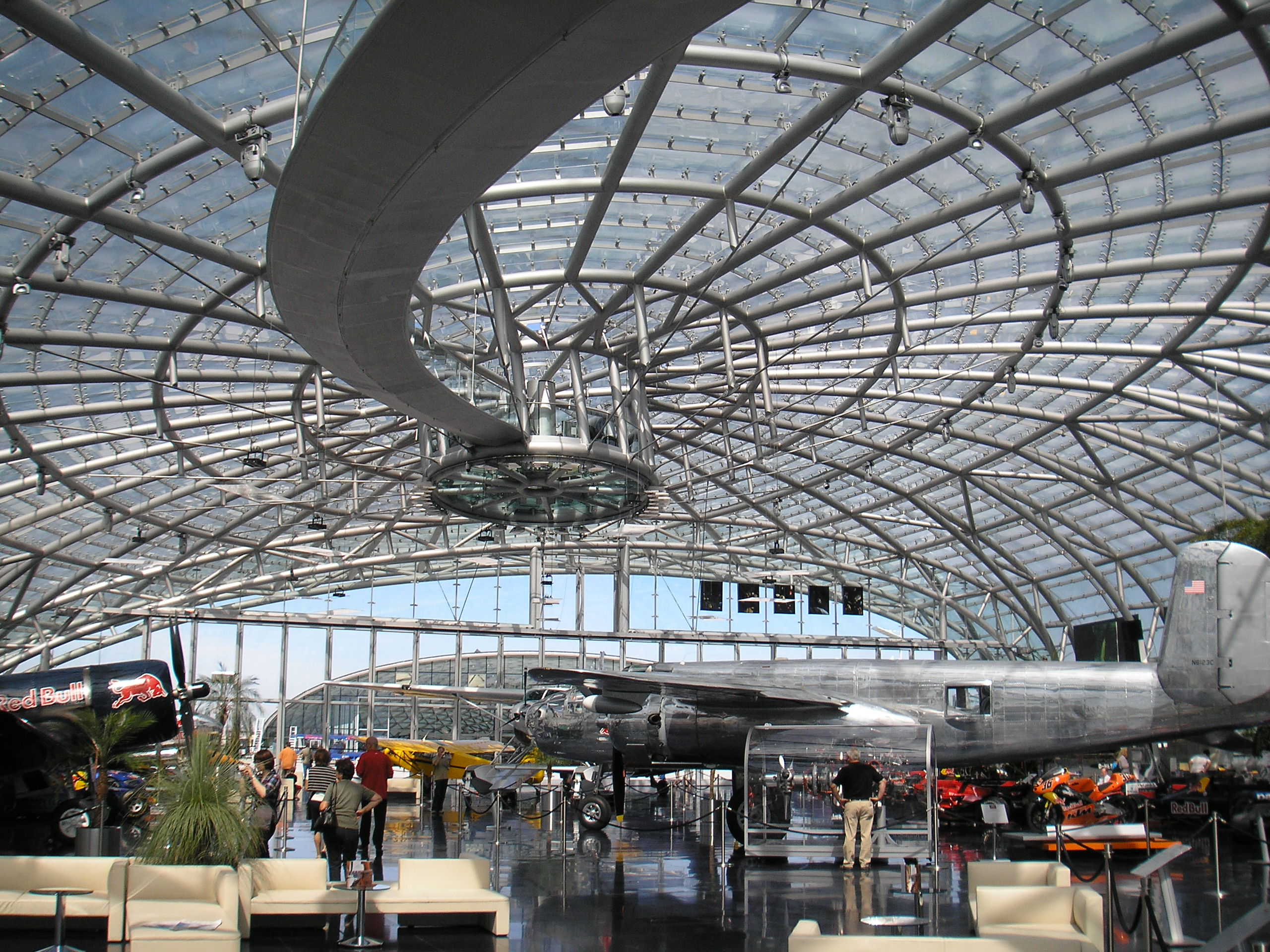
Hangar-7, Salzburger Flughafen
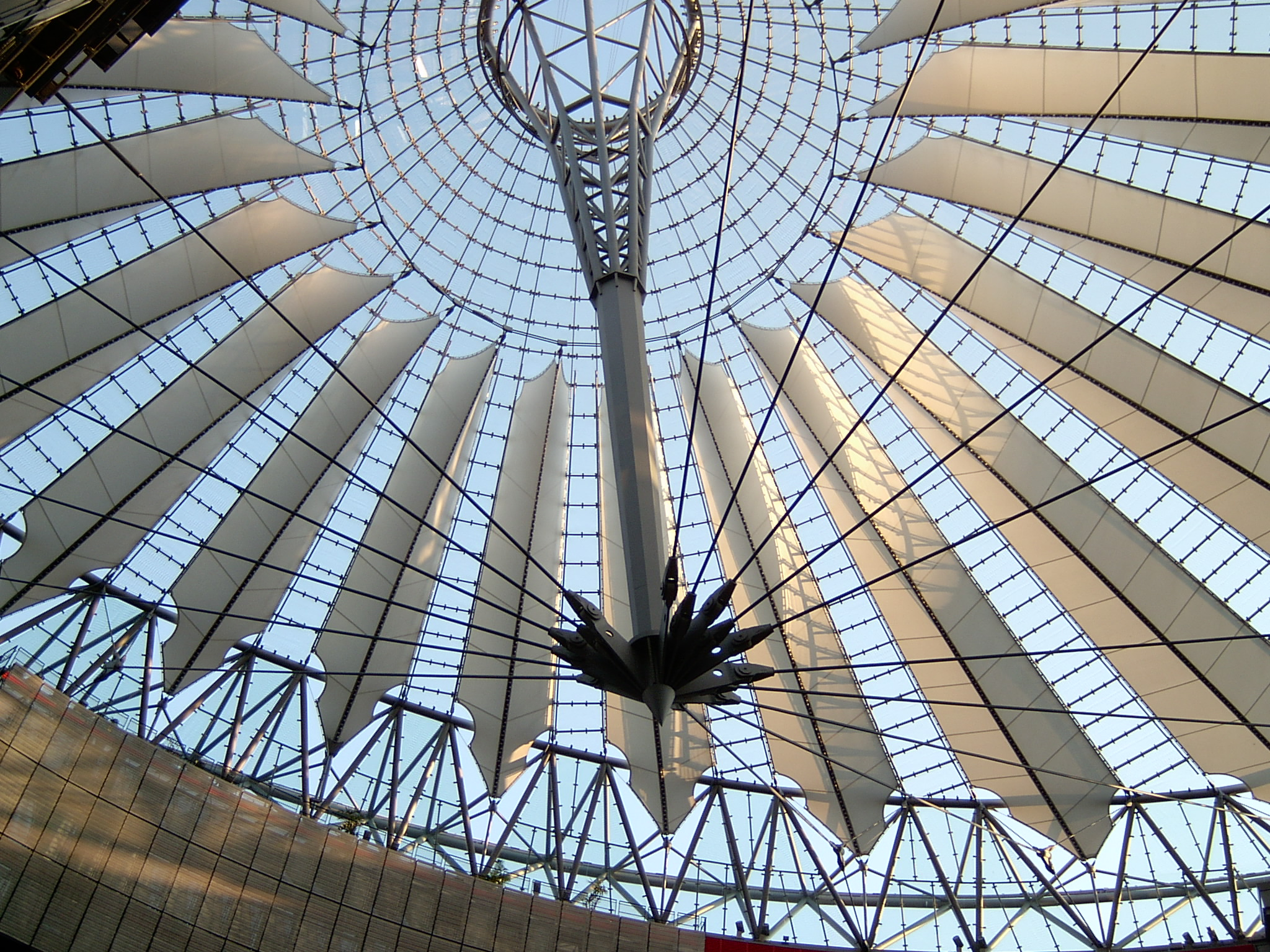
Forumdach, Sony Center, Berlin
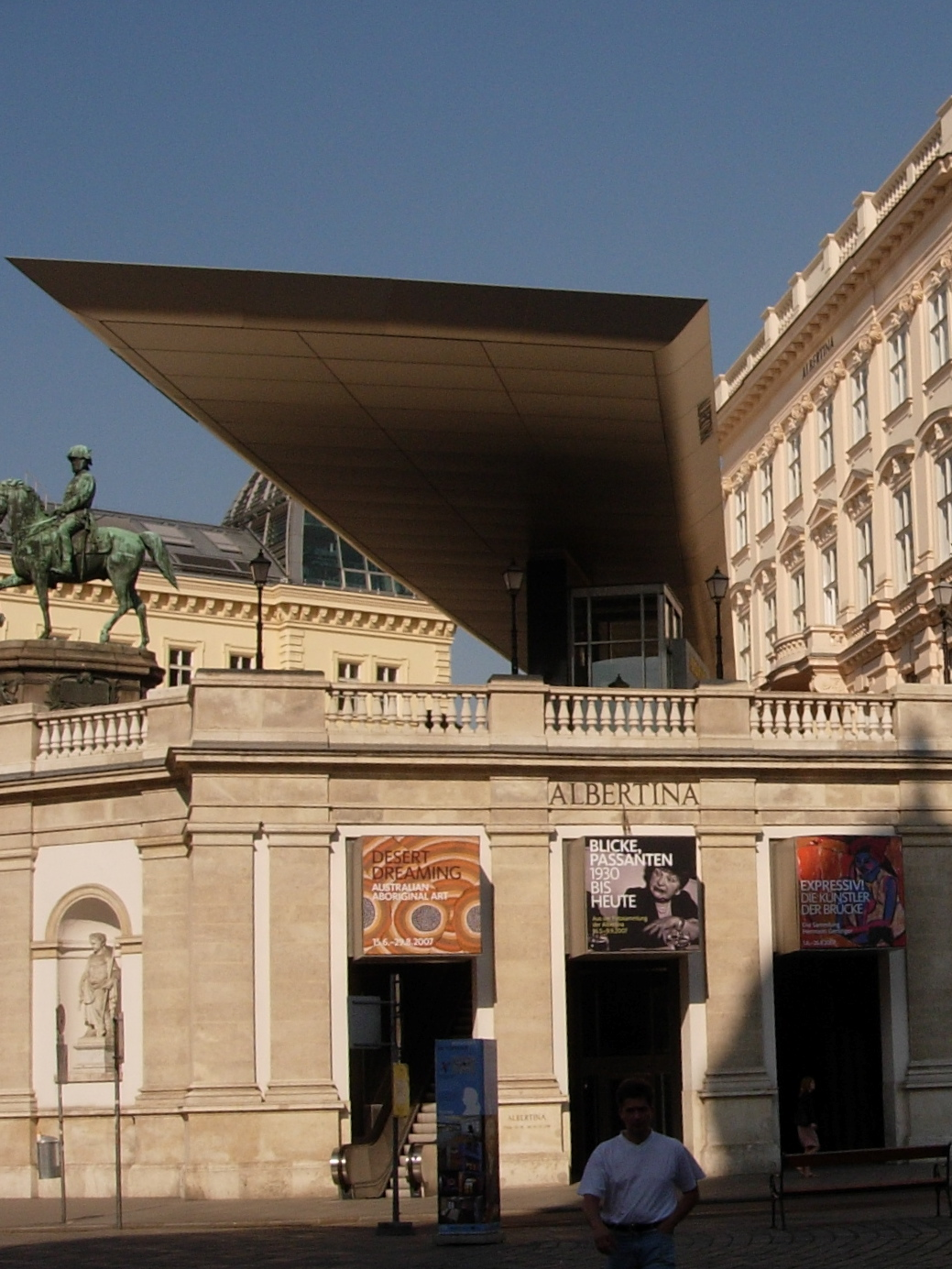
„Soravia Wing“, Albertina, Wien
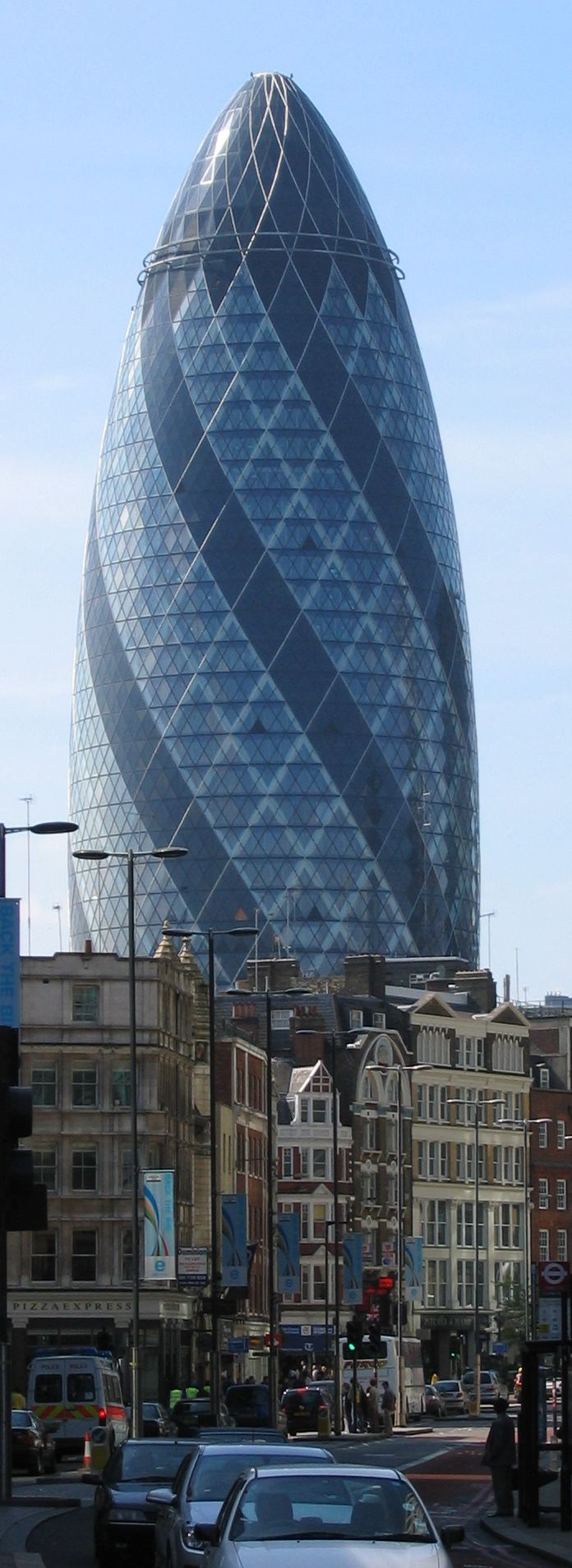
Kuppel, Swiss Re Headquarters, London
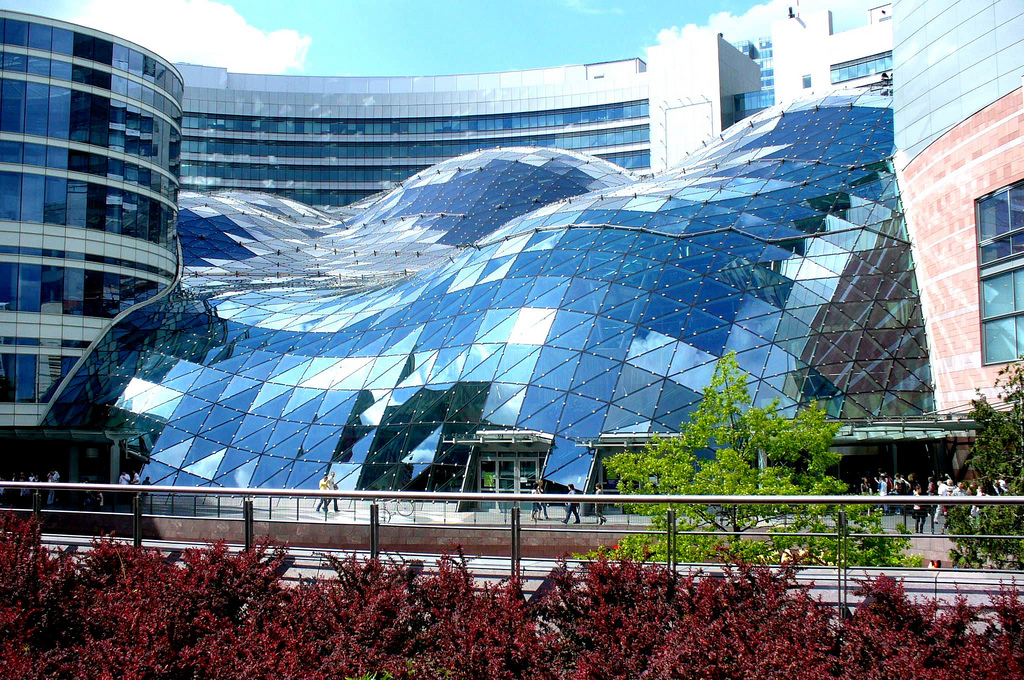
Złote Tarasy, Warschau
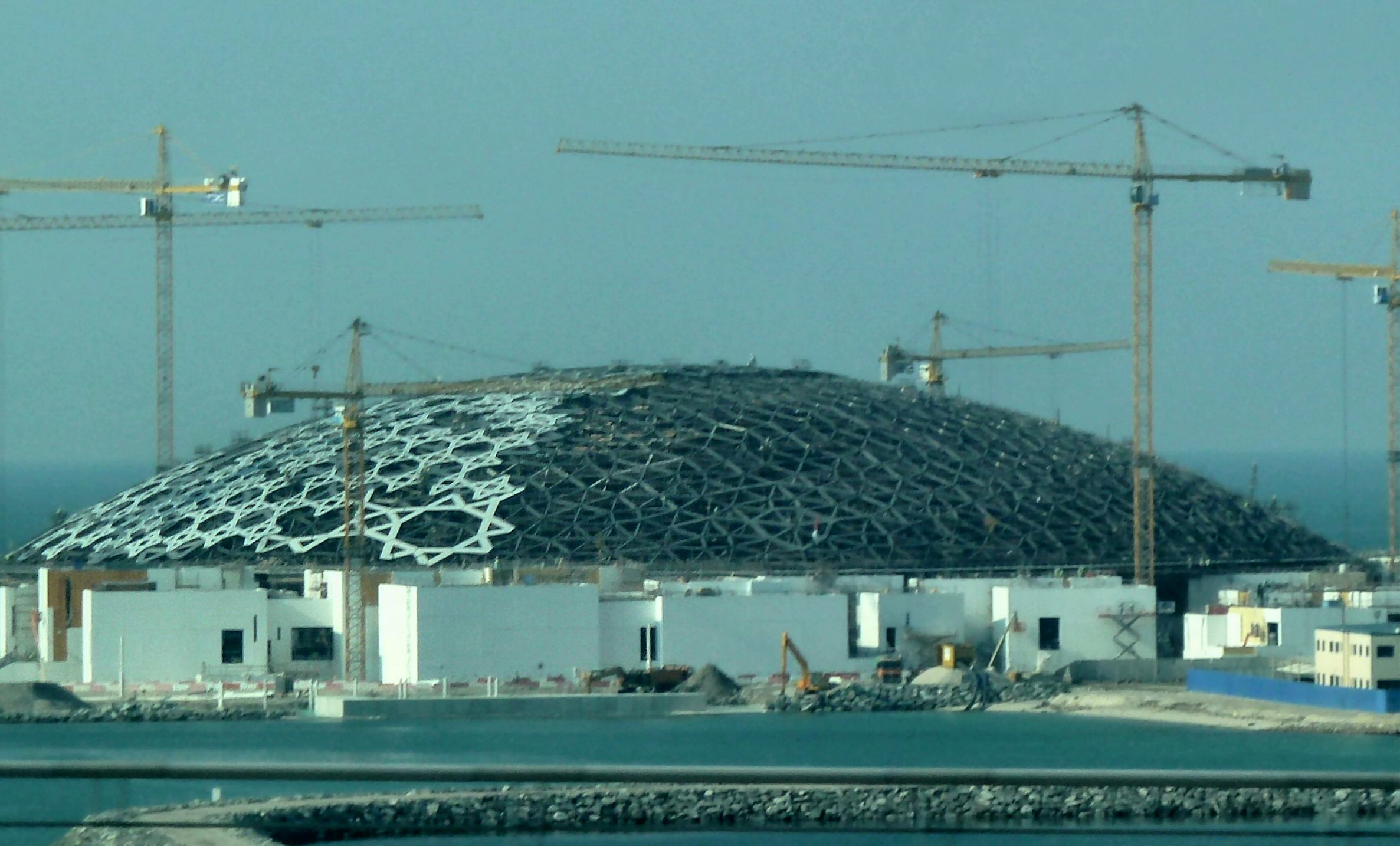
Louvre Abu Dhabi
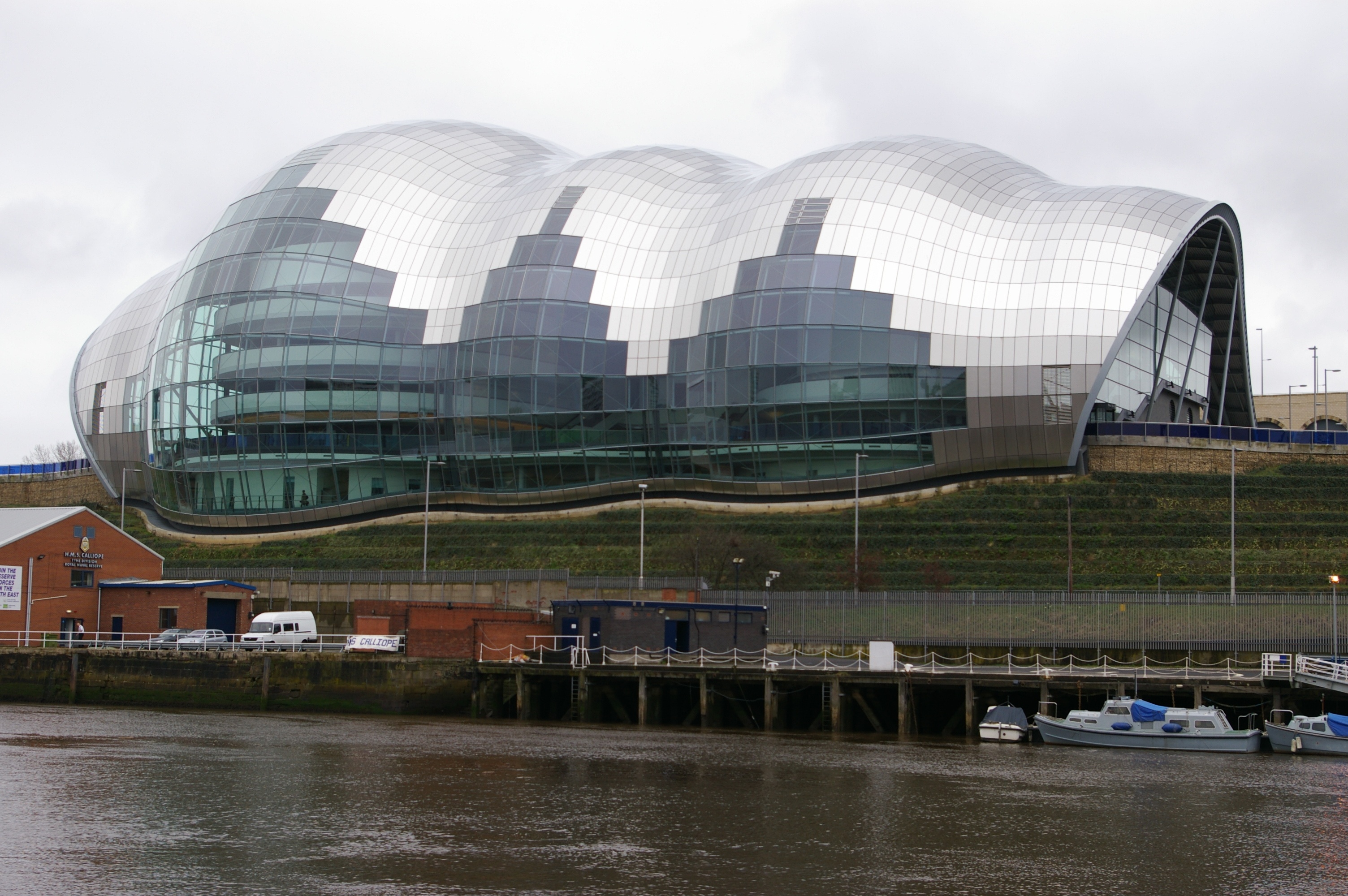
The Sage Gateshead